# Ök ketten
Ök ketten è un film del 1977 diretto da Márta Mészáros.